# Tratado de comercio de armas
El Tratado de comercio de armas (en inglés, Arms Trade Treaty) es una iniciativa para mejorar la regulación en el comercio internacional de armas convencionales y evitar la muerte de personas que son consecuencia del comercio no regulado o de la desviación de armas al comercio ilícito.
La negociación ha entrado en su primera fase tras la adopción de la Resolución 64/48 de NNUU, que establece un Comité Preparatorio, encargado de hacer recomendaciones a lo largo de 2010 y 2011 en cuatro periodos de sesiones. Estas recomendaciones fueron examinadas por una Conferencia convocada en 2012 con miras a la adopción del Tratado.
El Tratado de comercio de armas regula ciertas armas como: carros de combate, vehículos blindados, sistemas de artillería de gran calibre, aeronaves de combate, helicópteros de ataque, buques de guerra, misiles y lanzamisiles y armas pequeñas y ligeras; regula las municiones de dichas armas y sus partes y componentes.
A cada Estado que firme el TCA será objeto de regulación. Cada Estado firmante tendrá que establecer un sistema nacional de control de exportaciones de armas para aplicar lo dispuesto en dicho tratado y facilitará su lista de control al resto de los Estados miembros del tratado.
Un Estado parte no autorizará una transferencia de armas si esta supone una violación de un embargo decretado por el Consejo de Seguridad de las Naciones Unidas, si supone una violación de otros acuerdos internacionales (de los que forme parte) o si el Estado en el momento de la autorización tiene conocimiento de que dicha transferencia pueda utilizarse para cometer genocidio, crímenes de lesa humanidad, infracciones graves de los Convenios de Ginebra de 1949, ataques dirigidos contra bienes de carácter civil o personas civiles protegidas, u otros crímenes de guerra tipificados en los acuerdos internacionales en los que sea parte. Si una exportación, atendiendo a los supuestos anteriores no está prohibida, el Estado, antes de autorizar una exportación, evaluará si dicha exportación puede: contribuir a la paz o menoscabarla; utilizarse para facilitar una violación grave de Derecho internacional humanitario o del derecho internacional; facilitar un acto constitutivo de delito por terrorismo o de crimen organizado, o actos graves de violencia contra las mujeres.
El Tratado de comercio de armas implica otras obligaciones. Cada Estado tomará medidas para evitar el desvío de armas e informará a los otros estados parte de las medidas que haya adoptado para evitar desvíos de transferencias de armas convencionales. También cada Estado llevará registros de las autorizaciones de exportación y se alienta a que dichos registros incluyan información sobre la cantidad, el valor y el modelo o tipo de armas transferidas.

## Orígenes
El 29 de mayo de 1997, en la Catedral San Patricio en Nueva York,  el Dr. Oscar Arias Sánchez, Expresidente  y Premio Nobel de la Paz de Costa Rica, presentó junto con otros laureados con el Premio Nobel de la Paz, un Código Internacional de Conducta sobre Transferencia de Armas. Acá se inició el primer pasó en un arduo esfuerzo de perseverancia y consistencia, el cual es hasta nueve años después alcanza su primer gran logro en el ámbito planetario.  El Código de Conducta sobre Transferencia de Armas, obtuvo el apoyo de 20 laurerados con el Premio Nobel de la Paz. 
La propuesta de texto surgió en 1995 impulsada por un grupo, En 2006 la Asamblea General de NNUU adoptó la Resolución 61/89.
El 2 de abril de 2013, en la reunión plenaria A RES-67-234-B, se decide someter a la firma de los Estados considerar el apoyo al TCA.  El 24 de diciembre de 2014 se cumplió el límite de 50 ratificaciones y con ello se anuncia su entrada en vigencia.  A la fecha, hay 111 Estados miembro del TCA.
- Los Estados deben adoptar y aplicar un mecanismo que exija que las transferencias de armas solamente pueden autorizarse mediante el uso de licencias.
- Los Estados no deben autorizar aquellas transferencias de armas que resulten contrarias a obligaciones vigentes del derecho internacional, cuando se trata de armas específicas o la transferencia de estas a usuarios finales específicos.
- Los Estados no deben autorizar transferencias de armas, en circunstancias que resulte prever, razonablemente, que tales transferencias son contrarias o pueden llegar a ser contrarias a la Carta de las Naciones Unidas, porque pueden ser utilizadas para cometer graves violaciones a los Derechos Humanos o al Derecho Humanitario Internacional, para cometer genocidio o crímenes de lesa humanidad, o que tales transferencias de armas puedan ser desviadas para esos propósitos.
- Los Estados deben ser conscientes del impacto que tienen las transferencias de armas en la seguridad regional y en el desarrollo sostenible.
- Los Estados deben comunicar sus transferencias de armas a una autoridad internacional establecida para tales efectos.

La Campaña Armas Bajo Control es una alianza de la sociedad civil que durante más de diez años ha estado reivindicando y haciendo presión para que se aprobara un Tratado sobre Comercio de Armas, un acuerdo mundial legalmente vinculante que contribuya a reducir el sufrimiento causado por las transferencias irresponsables de armas convencionales y sus municiones.

## Desarrollo
La Resolución 61/89, solicitaba al Secretario General de NNUU que recogiera la opinión de los Estados Parte sobre la viabilidad del establecimiento de normas internacionales comunes. 94 Estados contestaron y se preparó en 2007 un informe.
153 Estados parte votaron a favor de la Resolución 61/89. La Unión Europea apoyó la iniciativa y dio la bienvenida al apoyo cada vez mayor, en todas las regiones del mundo, a un Tratado de Comercio de Armas”, Arabia Saudita, Bielorrusia, Catar, China, Egipto, Emiratos Árabes Unidos, India, Irán, Irak, Israel, Kuwait, Laos, Libia, Islas Marshall, Nepal, Omán, Pakistán, Rusia, Siria, Sudán, Venezuela, Yemen, Zimbabue.
Varios países hicieron explicaciones de voto: Jamaica, Cuba, Venezuela, China, India, Irán, Argelia, Libia, Federación Rusa, Israel, Pakistán, y Costa Rica.
El TCA entró en vigor el 24 de diciembre de 2014. Las armas que regula se circunscriben a armas pesadas convencionales ofensivas, es decir, de ataque. La mayor parte del armamento militar convencional queda excluido de estas siete categorías de armas. Cabe valorar como un avance positivo que se hayan incorporado al tratado las armas cortas y ligeras, ya que estas representan el volumen más importante de armas utilizadas por grupos insurgentes y las que más víctimas provocan. También queda excluido el material policial antidisturbios.
El TCA pretende ser un instrumento preventivo y pretende eliminar el tráfico ilícito de armas convencionales y evitar el desvío hacia usos y usuarios finales no autorizados.

## Grupo de Expertos Gubernamentales y Grupo de Trabajo de Composión Abierta
La Resolución 61/89 también pedía al SG que estableciera un grupo de expertos gubernamentales, con criterios de representatividad geográfica equitativa, para examinar la posible aplicación del Tratado en cuanto a su ámbito de aplicación, parámetros, y que el informe del grupo de expertos se transmitiera a la Asamblea General para su consideración en su 63 sesión. El Secretario General nombró expertos de los siguientes 28 países: Argelia, Argentina, Australia, Brasil, China, Colombia, Costa Rica, Cuba, Egipto, España, Finlandia, Francia, Alemania, India, Indonesia, Italia, Japón, Kenia, México, Nigeria, Pakistán, Rumanía, Federación Rusa, Sudáfrica, Suiza, Ucrania, Reino Unido y Estados Unidos. El grupo de expertos se reunió en varias ocasiones y su informe ha sido hecho público.
Con posterioridad se ampliaron las consultas a todos los países que quisieran participar en ellas, y el grupo pasó a llamarse Grupo de Trabajo de Composición Abierta.

## Apoyo de la Administración Obama
El cambio de posición de la Administración Obama fue anunciado en un discurso de la Secretaria de Estado Hillary Clinton en octubre de 2009. EE. UU. había sido contrario a la negociación internacional de este Tratado al considerar que su normativa nacional en el control de las exportaciones de armas convencionales es suficiente. Este cambio de posición es significativo porque EE. UU. es el mayor exportador de armas convencionales.
EE. UU. ha insistido en que la negociación se haga por consenso, y que para que el Tratado sea efectivo deben participar en él los principales países involucrados en el comercio internacional de armas

## Apoyo de la Unión Europea
La Unión Europea ha apoyado desde el inicio esta iniciativa, y a través de las sucesivas presidencias rotatorias (Suecia, España) ha colaborado en la promoción y difusión de la iniciativa en otras regiones. Durante el semestre de Presidencia de España, la negociación de un Tratado de Comercio de Armas ha sido una de las prioridades del programa dentro del capítulo dedicado a la Política Europea de Seguridad Común.
El objetivo de la Unión es conseguir un tratado internacional jurídicamente vinculante, que establezca unos estándares altos e internacionalmente reconocidos, comunes a todos los Estados firmantes del Tratado. Por ello ha impulsado una serie de reuniones y seminarios regionales, en colaboración con UNIDIR, en los que se ha puesto de manifiesto que muchos países desean un tratado universal, legal, objetivo, y aplicable, así como distintos puntos de vista sobre el alcance y ámbito de aplicación.
En las grandes cumbres del semestre de presidencia española de la Unión, como la Cumbre UE-América Latina y Caribe, ambas regiones han acordado trabajar conjuntamente para promoción del TCA.

## Aspectos críticos
Uno de los aspectos más negativos del Tratado es que puede otorgar cobertura legal a las llamadas exportaciones «con fines humanitarios». Ya que permite en virtud del Artículo 7.1 a) que el Estado, antes de autorizar una exportación que no esté prohibida, evalúe si dicha exportación puede contribuir a la paz o menoscabarla. En la práctica, las exportaciones de armas con fines humanitarios se han utilizado como una forma más de injerencia militar en conflictos armados. Por poner un ejemplo, durante la guerra de Libia de 2011, el Gobierno francés suministró armamento a los rebeldes libios, justificándolo con argumentos humanitarios.
La firma de este Tratado no tiene por qué comportar una reducción en el volumen de transferencias de material militar, es decir, tras la entrada en vigor no cabe esperar que se produzca una disminución del tráfico de armas mundial, ya que no es objetivo del Tratado. Tampoco cabe esperar, aunque está por ver, si el Tratado servirá como instrumento se seguimiento y control del destino de dichas armas. La preocupación mayor, será si la implementación del Tratado ayudará a supervisar e impedir que las armas lleguen a destinos no deseados. Las esperanzas en dicho aspecto no son muchas si partimos del comportamiento que los países que forman la Unión Europea han tenido y están teniendo. La normativa que regula el comercio de armas de los países miembros de la UE (Posición Común 2008/944/ PESC) contempla más tipos de armas que el Tratado y las prohibiciones a la exportación son más restrictivas que las del Tratado; todo ello no ha impedido que las ventas de armas por parte de los países de la UE sean cada vez mayores ni ha impedido que dichas armas sean utilizadas en conflictos armados; armas europeas han sido y están siendo utilizadas por Arabia Saudita en Baréin o en los bombardeos a ciudades de Yemen. Ni la posición común, ni el Tratado impiden que los estados utilicen las exportaciones de armas como instrumentos de política exterior, de política económica o comercial.
El Tratado no incluye aspectos de financiación y transporte de las armas exportadas, como tampoco prevé un mecanismo sancionador para quien viole sus disposiciones.
Habrá que ver en los próximos años cómo aplican el Tratado los países que lo han ratificado, será necesario evaluar si, a pesar del Tratado, dichos países siguen exportando armas con las cuales se vulneran los derechos humanos o se cometen masacres.